# Бідненко Руслан Михайлович
Русла́н Миха́йлович Бідне́нко (нар. 20 липня 1981, Ревне, УРСР) — колишній український футболіст, що виступав на позиції півзахисника. Відомий завдяки грі в низці українських клубів, серед яких київське «Динамо», дніпропетровський «Дніпро», одеський «Чорноморець» та інші. Неодноразово викликався до лав молодіжної збірної України, у складі національної збірної провів 1 матч.

## Життєпис

### Тренерська кар'єра
На початку жовтня 2016 року очолив юнацьку (U-19) команду кропивницької «Зірки».

## Досягнення
Командні трофеї
- Чемпіон України: 2003/04
- Володар Кубка України: 2004/05
- Володар Суперкубка України: 2004
- Срібний призер чемпіонату України: 2004/05[3]
- Срібний призер першої ліги чемпіонату України: 2002/03
- Переможець другої ліги чемпіонату України: 1999/00
- Срібний призер другої ліги чемпіонату України: 1998/99

Індивідуальні досягнення
- У складі «33 найкращих футболістів України»: 2003 (№ 3)